# اربط (چاراویماق)
اربط یک روستا در ایران است که در شهرستان چاراویماق استان آذربایجان شرقی واقع شده است. این روستا ۸۵ نفر جمعیت دارد.

## جمعیت
این روستا در دهستان چاراویماق جنوب شرقی قرار دارد و براساس سرشماری مرکز آمار ایران در سال ۱۳۸۵، جمعیت آن ۸۵ نفر (۱۴ خانوار) بوده است.